# Pilkington
 Denne artikel omhandler en glasfabrikant. Opslagsordet har også en anden betydning, se Pilkington (Kammerat Napoleon).
Pilkington er en multinational glasfabrikant med hovedkontor i St. Helens i Storbritannien. Firmaet blev grundlagt i 1826, og blev i 2006 opkøbt af det japanske NSG.
Pilkington udviklede i 1950'erne floatglasmetoden til fremstilling af planglas.

## Pilkington i Sverige
Pilkington startede i 1976 et anlæg til fremstilling af floatglas i Halmstad, som var firmaets første fabrik i Norden. Anlægget har siden 1980 også leveret restvarme til Halmstads fjernvarmenet.
Pilkington har i Sverige også fremstilling af termoruder i Vetlanda og af bilglas i Landskrona.